# Carden-Loyd Mk VI
Карден-Ллойд Модель VI (англ. Carden-Loyd Mk VI, Carden Loyd Tankette) — английская танкетка 1930-х годов.

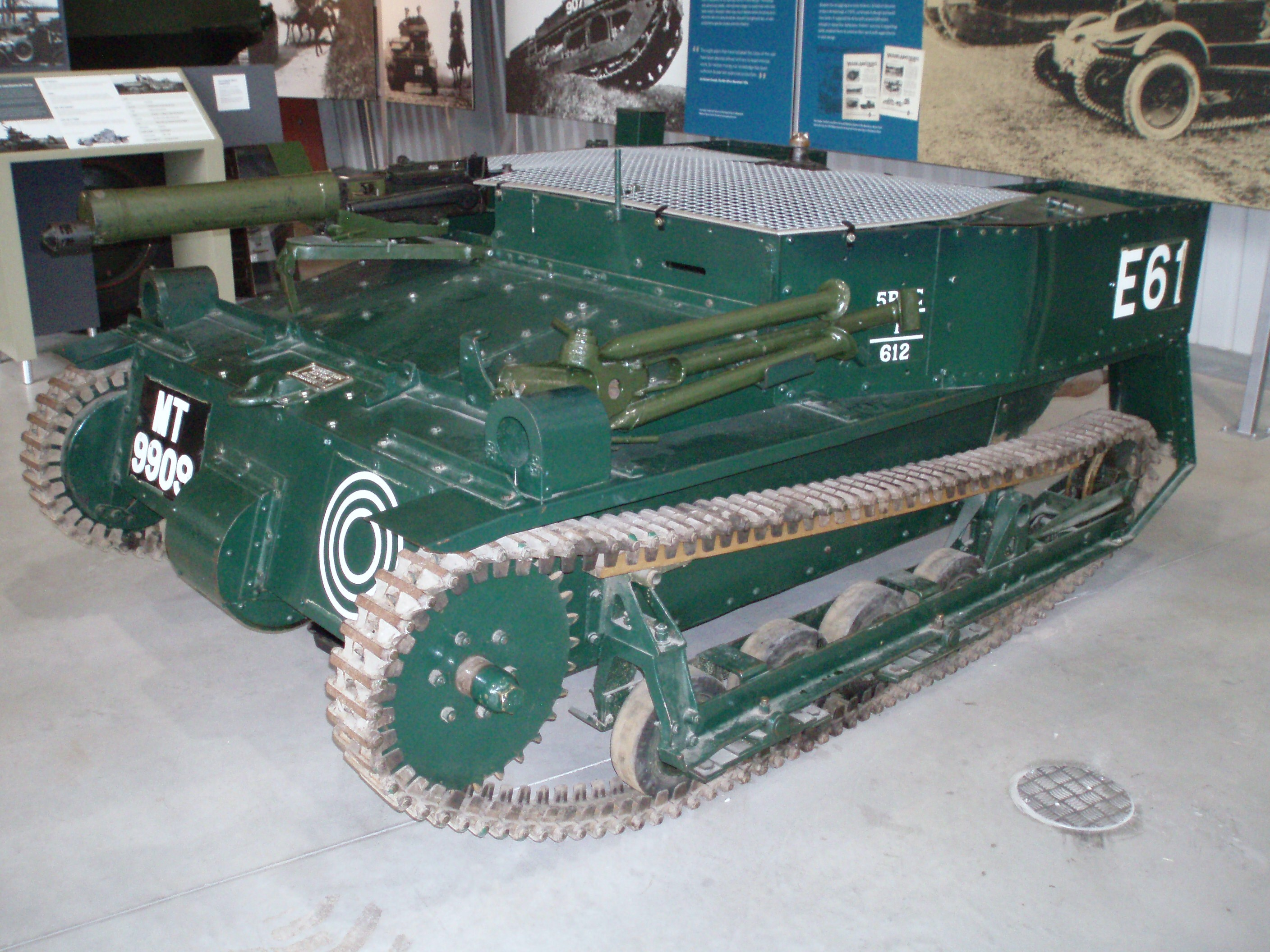
Экспонат Танкового музея в Бовингтоне

Была предназначена для подразделений моторизованной пехоты вооружённых сил, для повышения тактической подвижности пехоты — обеспечению непрерывной поддержки её движения огнём, путём быстрого перемещения станковых пулемётов во время боя с одной огневой позиции на другую.
В СССР в 1934 году в специальной литературе именовались гусеничными пулемётовозами Карден-Ллойда.

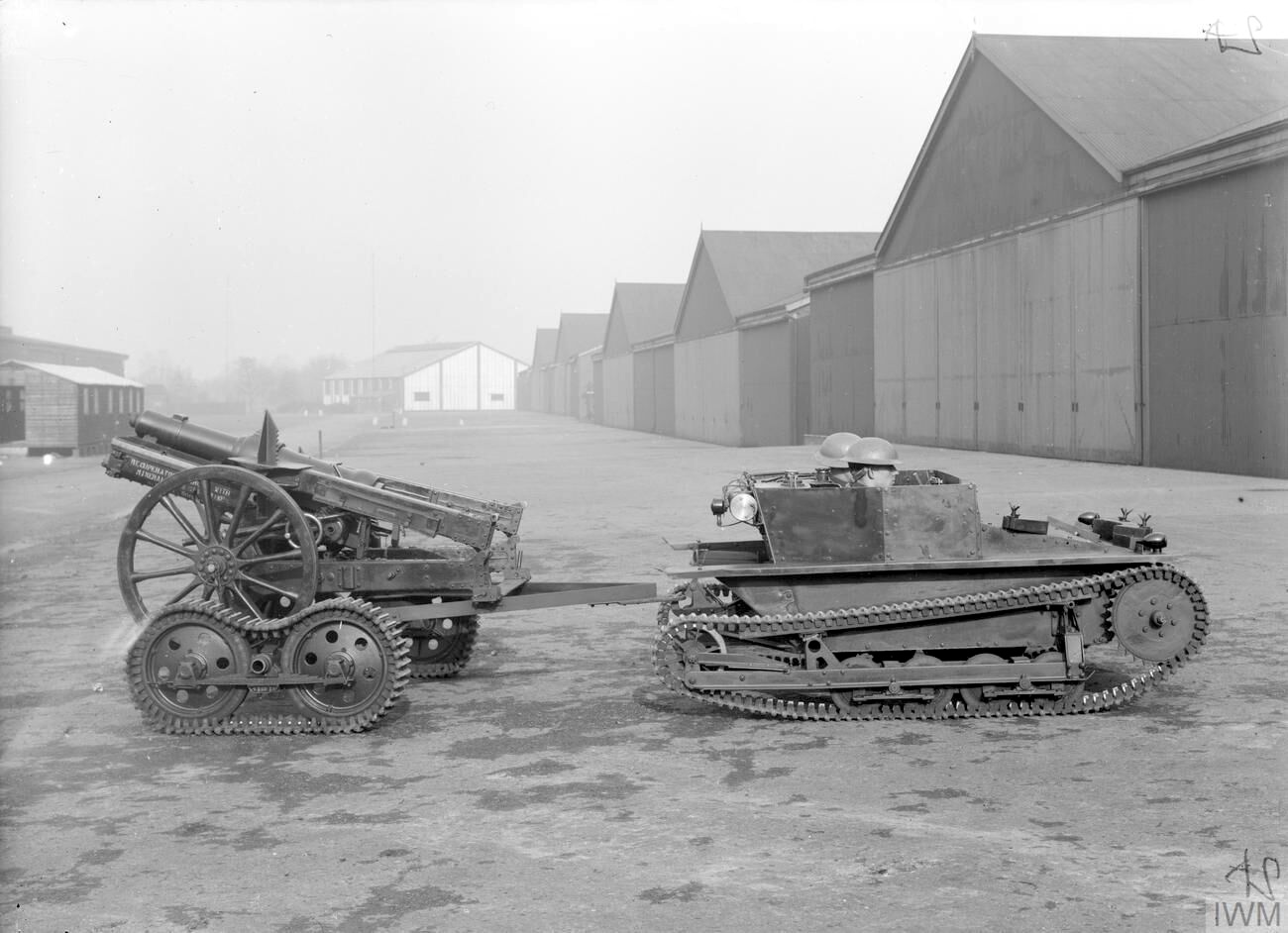
Танкетка Карден-Ллойд, буксирующая 94-мм гаубицу

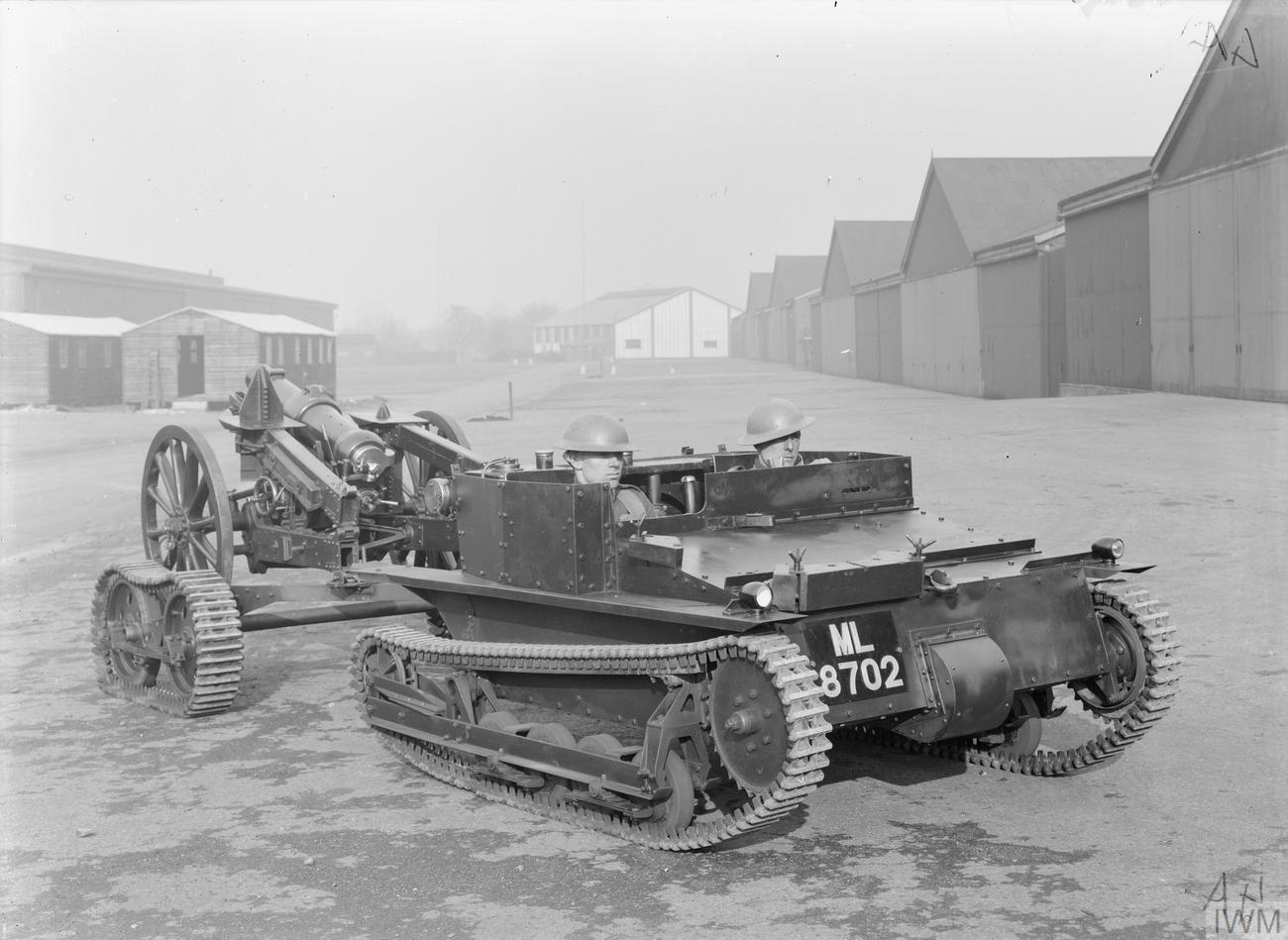

## История
В начале 1920-х годов возникла идея одноместного танка, используемого в качестве бронированной машины поддержки пехоты. Майор Жиффар Мартель построил первые такие машины в своем гараже. Сэр Джон Карден и Вивиан Лойд подхватили эту идею и с 1927 года также строили небольшие танки в своей компании «Carden-Loyd-Tractors Ltd». Первоначально это были одноместные танки на колесно-гусеничном шасси (Mk.I). В ходе разработки они были преобразованы в двухместные танки, которые сначала были колесно-гусеничными, а затем и полностью гусеничными машинами. Компания Vickers-Armstrong, купившая вышеупомянутую CLT Ltd. Строили и продавали эти машины по всему миру. Всего было построено около 450 машин серии Carden-Loyd в различных модификациях. Такая техника, хотя очевидно не идеальная для боевого применения, подкупала своей относительной дешевизной.
Варианты Vickers-Carden-Loyd Mk.VI и VI b были наиболее совершенной формой этих танкеток, до 1935 года было построено 348 экземпляров. Из них 325 использовались только британской армией, в основном в качестве разведывательных машин.
Последняя версия, Carden-Loyd «Patrols», уже имела вращающуюся башню и являлась переходом к линейке башенных танкеток (которые в СССР выделяли в категорию малых танков) Vickers Light Tank.
На основе танкеток был создан прототип «универсального носителя (вооружения)».

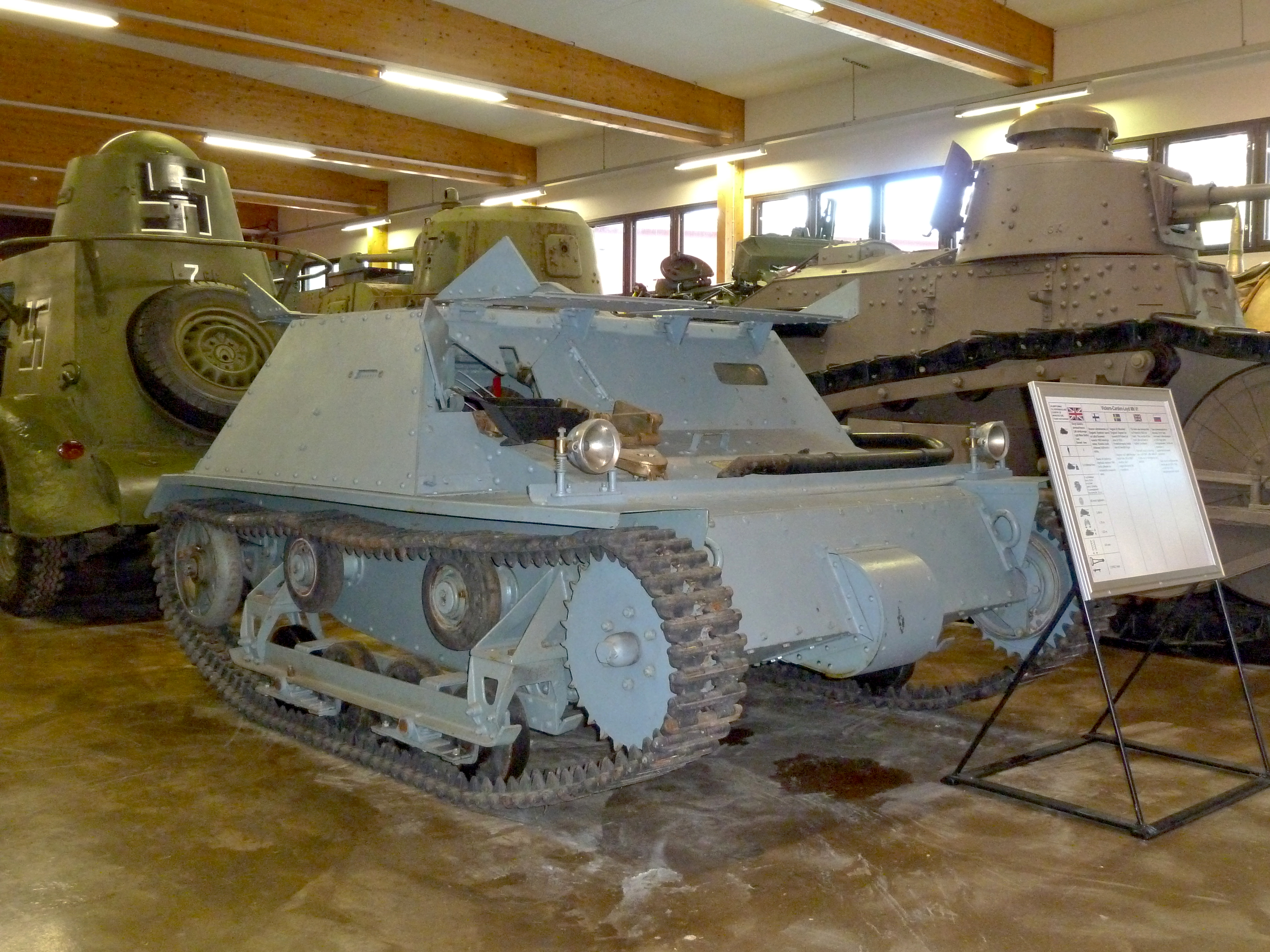
Carden-Loyd Mk.VI b в Пароле

## Модификации
- Vickers Carden-Loyd Mk.I—V — прототипы.

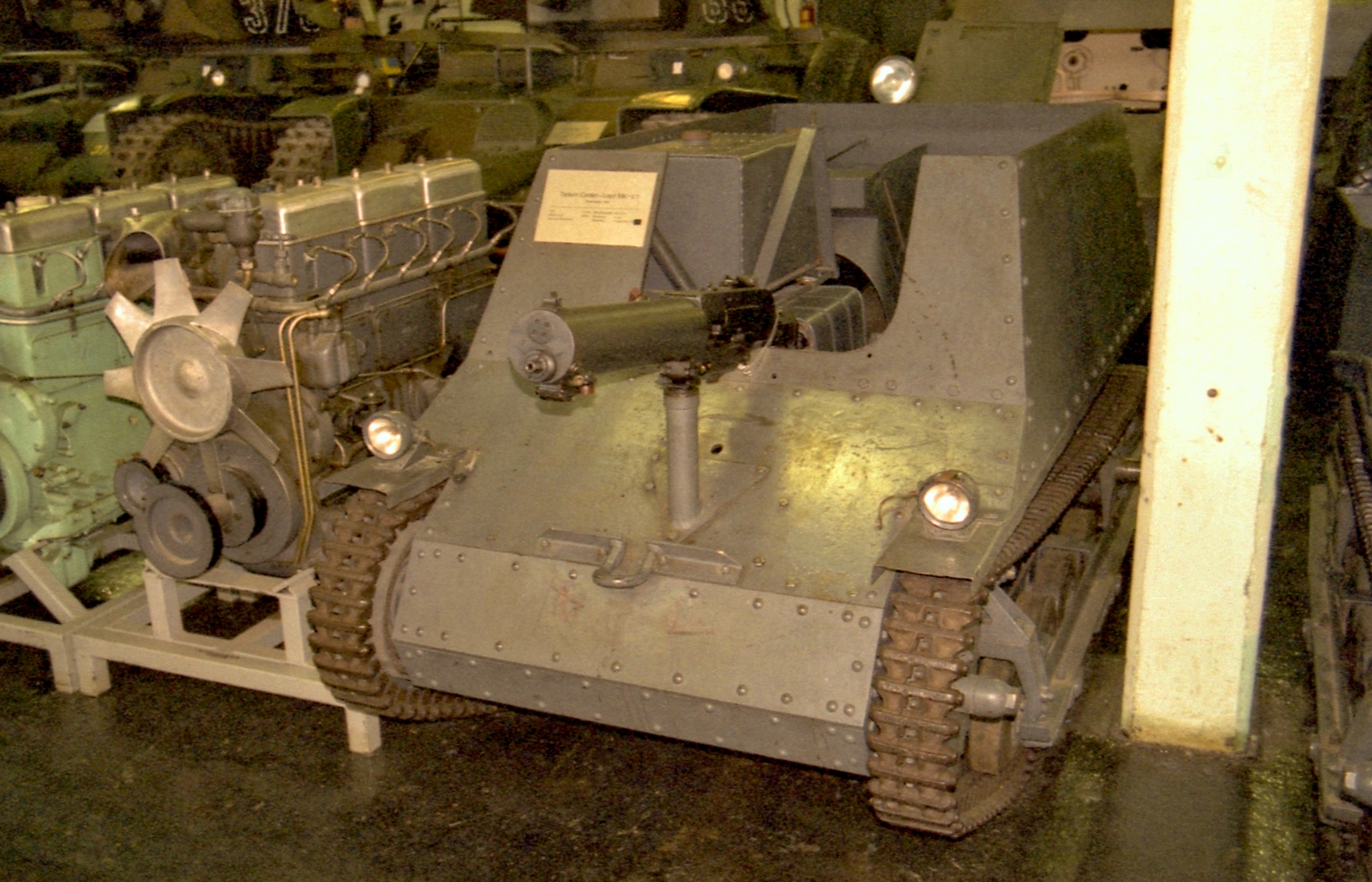
Mk.V

- Vickers Carden-Loyd Mk.VI — серийный вариант.
- Vickers Carden-Loyd Mk.VI Troop Transport — бронетранспортёр пехоты.
- Vickers Carden-Loyd Mk.VI Flamethrower — огнемётная танкетка.

## Тягачи и другие
На базе танкетки были созданы тягачи для гаубиц и пушек, модификации для прокладки кабеля, транспортёры боеприпасов и горючего.

## Прототипы
Колёсно-гусеничный mark — 1-2 (4-5). Одним из самых удачных был mark-3.

## Копии в других странах

### Производство в СССР
В начале 1930 года Великобританию посетила советская комиссия под руководством начальника УММ Халепского и начальника инженерно-конструкторского бюро по танкам Гинзбурга. Комиссия имела целью ознакомление с передовыми образцами зарубежного танкостроения и, по возможности, их закупку. Комиссии была продемонстрирована танкетка Carden-Loyd Mk.IV, самая удачная в своём классе (экспортировалась в 16 стран мира). Комиссия решила закупить 20 танкеток, техническую документацию и лицензию на производство в СССР. В августе 1930 года танкетка была показана представителям командования РККА (в том числе и Тухачевскому) и произвела хорошее впечатление. Было принято решение об организации её крупномасштабного производства. На вооружении состояла под маркой танкетка Т-27.

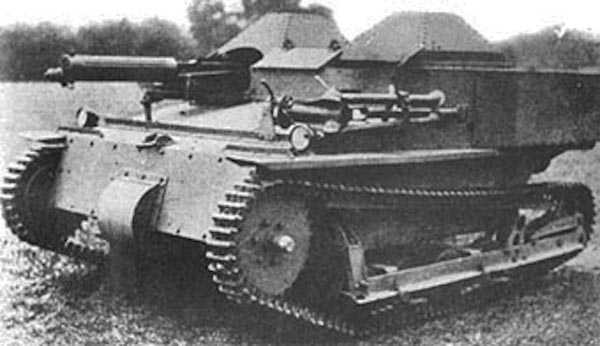
Английская танкетка Carden-Loyd Mk.VI — Прототип Т-27

Было решено отказаться от детального копирования, а произвести доработку проекта с учётом отечественного опыта. 3 ноября 1930 года был построен первый экспериментальный образец, отправленный после испытаний на доработку. К январю 1931 был готов опытный образец Т-27. Сохраняя в основном конструкцию Carden-Loyd Mk.VI, он отличался несколько большими размерами, отсутствием вращающейся башни, усиленным бронированием, конструкцией двигателя, большей ёмкостью бензобака, более широкими гусеницами, широким использованием освоенных промышленностью автомобильных агрегатов. На вооружение РККА танкетка была принята 13 февраля 1931 года, ещё до окончания испытаний. Всего на трёх заводах было построено около 3150 обычных, а также 187 химических (огнемётных) машин.

### Производство в Италии
В 1929 году для испытаний было приобретено 4 танкетки, затем, изучив конструкцию, сами выпустили 21 танкетку в течение 1929—1930 гг. Корпуса делала фирма Ansaldo, двигатели и трансмиссию Fiat. Отличиями CV 29 от оригинала были более широкие гусеницы и установка 6.5-мм итальянского пулемёта водяного (позже заменили на воздушное) охлаждения. Танкетки использовались с прицепом для боеприпасов.

### Производство в Польше
В 1929 году было закуплено, 10 или 11 танкеток. От копирования в Польше отказались, но в заметно изменённом виде производили (TK-3).

### Производство во Франции
Компания AMG-Brandt импортировала 2 танкетки, которые были представлены в 1930 году в двух вариантах: с пулемётом и с прицепом для перевозки миномёта Brandt Model 1927. Ещё одну танкетку купила компания Latil и 5 выпустила по лицензии. В конечном итоге был выбран вариант компании Renault UE.
Единственная серийно выпускавшаяся танкетка во Франции. Носила название «танкетка снабжения пехоты» Renault UE. Поступила на вооружение в 1931 году. Большая часть была без вооружения. На некоторые с правой стороны кузова устанавливался пулемёт «Гочкис».

### Производство в Чехии
3 танкетки и лицензия на их производство были приобретены в 1930 году. Британская конструкция была сочтена непригодной для современной войны и в 1934 году фирма ČKD изготовила 70 экземпляров доработанной версии — LT vz.33.

### Производство в Швеции
После закупки и испытаний, 14 танкеток поступило в армию Швеции. Серийно не выпускались.

### Производство в Японии
Япония по некоторым данным закупила 6 таких танкеток, но англичане этого не подтверждают. По результатам испытаний этих машин и французских Renault UE, выявились их недостатки, что привело к дальнейшим разработкам малой БТТ и появлению танка Тип 94. Британские танкетки Mk VIb состояли на вооружении частей императорской армии и флота под обозначением Тип 88 «Ка» (カ式機銃車, Ka-shiki Kijūsha) и, в частности, принимали участие в боях за Шанхай.

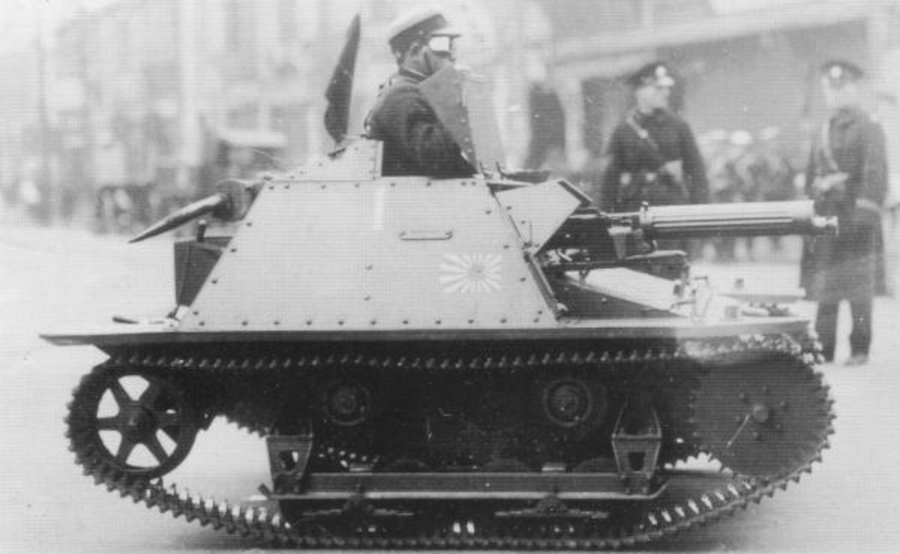
Британская легкая бронемашина образца 1930 г. с пулеметным вооружением для разведки. Японская армия приобрела машину в 1929 году для испытаний. Еще 4 машины были приобретены ВМС в 1930 году и использовались для защиты японских филиалов в Шанхае.

## Состояла на вооружении
- Бельгия
- Боливия — небольшое число (от 2 до 5 машин, купленных в 1931 году) использовалось во время Чакской войны
- Канада: в 1930-31 гг закуплены 2 партии по 6 танкеток, применялись до замены на Light Tank Mk VI в 1938 году, до этого они были единственной бронетехникой канадской армии (не считая колёсных БА),
- Греция
- Китай[5]
- Маньчжоу-го (20 Mk. VI)[6]
- Чехословакия: 3 оригинальных машины.
- Финляндия (Mk. IV и Model 33)[7]
- Италия — закуплено 4 шт., произведена 21 лицензионная копия (CV-29)
- Нидерланды — 5 танкеток
- Польша: 10 или 11 машин (1929).
- Португалия — 6.
- СССР — закуплено 20 шт. Кроме того, серийно производился доработанный вариант, Т-27.
- Великобритания
- Латвия — куплена 1 шт. в 1930 году в Великобритании для 16-го Елгавского полка айзсаргов.
- Таиланд — Импортировано 30 Mk.VI в 1930 г. и 30 Mk.VI* в 1935 г.
- Чили
- Швейцария — 6.
- Швеция — 14.